# Cephalaria balansae
Cephalaria balansae är en tvåhjärtbladig växtart som beskrevs av Raus. Cephalaria balansae ingår i släktet jätteväddar, och familjen Dipsacaceae. Inga underarter finns listade i Catalogue of Life.